# Mondmann
Der Kurzfilm Mondmann ist ein deutscher Kinderfilm aus dem Jahr 2007. Die Literaturverfilmung basiert auf dem gleichnamigen Bilderbuch von Tomi Ungerer (erstmals erschienen 1966 im Diogenes Verlag).
Regisseur Fritz Böhm erzählt die Geschichte des einsamen Mondmanns, gespielt von Michael Tregor. In weiteren Rollen agieren Piet Klocke und Ralf Richter. Mit viel Phantasie und in poetischen Bildern entführt der Film in die Vorstellungswelt eines Kindes.

## Handlung
Auf Erden zu wandeln und unter Menschen zu sein – davon träumt der Mondmann seit er denken kann. Von seiner einsamen Himmelswohnung aus scheint die blaue Kugel zum Greifen nah. Und doch liegt sie in unerreichbarer Ferne. Eines Nachts erhält er eine überraschende Chance: Mithilfe eines vorbeifliegenden Kometen gelingt es ihm, sein Zuhause zu verlassen und zur Erde zu reisen. Angekommen am Ort seiner Träume verläuft jedoch alles ganz anders, als er es sich vorgestellt hatte. Die Menschen, allen voran ein karrierebesessener General, geraten durch den Kometeneinschlag in höchste Panik. Denn die bleiche Kreatur, die dort aus dem Krater steigt, wird sofort für einen gefährlichen Eindringling gehalten. Eine großangelegte Fahndung nimmt ihren Lauf. Es ist die acht Jahre alte „Wissenschaftlerin“ Lucia, die als einzige bemerkt, was es mit dem Eindringling wirklich auf sich hat. Im nebligen Wald findet sie das verschreckte Männlein und bringt ihn in das Schloss ihres Großvaters, Professor Bunsen Van der Dunkel. Jedoch dauert es nicht lange, bis der General herausfindet, wo sich der „Eindringling“ versteckt. Lucia setzt nun all ihre Phantasie ein und schmiedet für den Mondmann einen raffinierten Fluchtplan: Im Turm des Schlosses ruht eine rostige Mondrakete, die ihn schließlich wieder nach Hause bringt.

## Hintergrund
Für Fritz Böhm und seine Produzenten Sven Nuri und Christoph Strunck stand Mondmann am Ende ihres Studiums an der Hochschule für Fernsehen und Film München und war zugleich ihr gemeinsamer Abschlussfilm. Für die aufwändigen Visual Effects kam es erstmals zu einer Kooperation zwischen der HFF München, der Georg-Simon-Ohm-Hochschule Nürnberg und der Firma ARRI. Als Co-Produzenten beteiligte sich unter anderem auch der in München ansässige TV-Sender Bayerischer Rundfunk. Mondmann feierte pünktlich zur totalen Mondfinsternis am 3. März 2007 in München Premiere. Die internationale Uraufführung fand im April 2007 auf dem Toronto International Film Festival in der Kinderfilmsektion Sprockets statt.

## Filmmusik
Die symphonische Filmmusik zum Mondmann verhalf der jungen Filmkomponistin Martina Eisenreich zum Einzug in die Konzertsäle und ist inzwischen auch auf CD erschienen. Die höchst unterschiedlichen Charaktere der handelnden Personen inspirierten sie zu einer abwechslungsreichen und farbigen Tondichtung, die das Deutsche Filmorchester Babelsberg in sein Konzertrepertoire aufgenommen hat.

## Kritiken
„Eine Odyssee zur Erde herab unternimmt der einsame Mondmann, weil es seine größte Sehnsucht ist, einmal unter Menschen zu wandeln. Aber des Kometen wegen, den er sich als Bewegungsmittel wählt, wird er als gefährlicher Eindringling angesehen. Nur die siebenjährige Wissenschaftlerin Lucia kann ihn retten – und tut es auch beherzt.
Technisch überaus anspruchsvoll, liebevoll ausgestattet und gekonnt inszeniert, ist dies einer jener zauberhaften Filme, bei denen die Machart sich ganz in den Dienst des Erzählten stellt. Visuelle Effekte und phantastische Gestalten begeistern mit ihrer Poesie. Besonders beeindruckend gelungen ist der Mondmann. Wenn er dann eine Träne vergießt, ist das berührend.
Hat es seit Georges Méliès (1861–1938) einen schöneren Mond gegeben? Der unter der Regie von Fritz Böhm nach einem Kinderbuch von Tomi Ungerer entstandene funkelschöne Film wirkt wie Hommage und Antwort auf den Méliès-Film ‚Le voyage dans la lune‘ von 1902. Das wohl Schönste aber, was sich über diesen Film sagen lässt, ist, dass er Kinder verzaubern kann.“

## Auszeichnungen
- Kinderfilmpreis Der weiße Elefant für die Produzenten sowie die Kinderdarstellerin Jana Andjelkovic[3]
- Nominierung für den Kinderfilmpreis Goldener Spatz (Preis des Deutschen Kinder-Film & Fernseh Festival)
- Prädikat „besonders wertvoll“ der Filmbewertungsstelle Wiesbaden